# Ljungdalen
Ljungdalen ist eine Ortschaft (småort) mit etwa 130 ständigen Einwohnern in der schwedischen Gemeinde Berg der Provinz Jämtlands län. Das Gebiet gehört zum nordwestlichen Teil der historischen Provinz (landskap) Härjedalen, nahe ihrer Grenze zu Jämtland. Der Ort liegt im Skandinavischen Gebirge in der Nähe der höchsten Erhebung Schwedens südlich des Polarkreises, des 1797 m ö.h. hohen Helags im Helagsfjäll, am namensgebenden Fluss Ljungan (Ljungdalen bedeutet etwa „Ljungan-Tal“; die Ableitung von schwedisch ljung für ‚Heidekraut‘ ist wahrscheinlich eine volksetymologische Eindeutung).
Ljungdalen ist über den Flatruetvägen aus Richtung Funäsdalen erreichbar. Die Straße ist mit 974,82 m Schwedens höchstgelegene Passstraße. Zusätzlich gibt es eine Anbindung an die Europastraße 45 in Åsarna, welche auch bei verschneitem Pass eine Versorgung garantiert.
Neben der traditionellen Land- und Forstwirtschaft hat der Tourismus in Ljungdalen einen hohen Stellenwert. Im Winter wird der Ort hauptsächlich als Skigebiet genutzt, es existieren unter anderem ein Sessellift mit drei Abfahrten, Loipen sowie markierte Schneemobil- und Langlaufwanderwege. Im Sommer dient Ljungdalen hauptsächlich als Einstiegspunkt für Wandertouren ins Helagsfjäll.